# 엄황
엄황(嚴惶, 1580년 ~ 1653년)은 조선의 무신이다. 본관은 영월(寧越). 자는 명보(明甫)이다. 동지총제(同知摠制) 엄유온(嚴有溫)의 7대손이다.

## 생애
1603년(선조 36) 무과에 급제하였다. 사복시주부(司僕寺主簿), 남해현령, 안동판관, 함안군수, 곤양군수(昆陽郡守) 등을 거쳐 1618년(광해군 10) 절충 장군(折衝將軍)으로 승진하여 영남 좌수사(嶺南左水使)가 되었다.
1627년 정묘호란이 일어나자 의주부윤으로서 경토(境土)를 사수하고 백성들을 보호하여 가선대부(嘉善大夫)로 특진(特進)되었다.
1632년 전라 좌수사(全羅左水使)에 제수되었고, 임기가 차자 충청도수군절도사가 되었다. 조정으로 돌아와서는 동지중추(同知中樞)가 되고 부총관(副摠管)을 겸하였다.
1647년(인조 25) 부사로 재직 중 춘천 소양정을 중건하였고, 1653년(효종 4) 영흥부사로 재직 중 병환으로 임지에서 졸(卒)하였다. 금천(衿川) 동수리(東秀里)의 선영으로 귀장(歸葬)하였으며, 아들 엄정구의 종훈(從勳)으로 병조판서(兵曹判書)에 추증되었다.

## 가족
- 증조부 : 좌부장(左副將) 엄용화(嚴用和)
  - 할아버지 : 선공감부정(繕工監副正) 엄서(嚴曙)
    - 아버지 : 직장(直長) 엄인달(嚴仁達)

  - 외할아버지 : 첨정(僉正) 심진(沈鎭)
    - 어머니 : 청송 심씨(靑松沈氏)
      - 형 : 엄성(嚴惺)

    - 처부 : 응교(應敎) 이길(李洁)
      - 원배(元配) : 광주 이씨(廣州李氏)
        - 장남 : 엄우량(嚴宇亮)
        - 차남 : 엄정구(嚴鼎耈)

    - 처부 : 충의위(忠義衛) 이호학(李好學)
      - 계배(繼配) : 전주 이씨(全州李氏)
        - 아들 : 진사(進士) 엄진구(嚴震耈)

## 저서
- 『춘천지(春川誌)』